# Paul McCartney
Sir James Paul McCartney MBE (Liverpool, 1942. június 18. –) többszörös Grammy-, valamint Oscar- és Primetime Emmy-díjas angol zenész, zeneszerző, énekes és producer; elsősorban a Beatles egykori tagjaként ismert.
Elismerten a 20. század egyik zenei ikonja, a brit rockzene megtestesítője. Az USA-ban huszonkilenc listavezető kislemezével ő tartja a rekordot; ebből húszat a Beatles, a maradék kilencet a Wings tagjaként, valamint szólókarrierje során adott ki. Csaknem hat évtizedes pályafutása során több mint 500 millió lemezt adott el világszerte. Nagy-Britanniában ő minden idők legsikeresebb albumkészítője, 1997-ben II. Erzsébet királynő lovaggá ütötte, az USA-ban eddig 21-szer kapott Grammy-díjat, és kétszer is beiktatták a Rock & Roll Hírességek Csarnokába. Nagy hatású basszusgitáros, elismert gitáros, zongorista és dobos.
McCartney és John Lennon volt a Beatles két fő dalszerzője és az ebben az időszakban írt dalait, mint a Hey Jude (1968), az Eleanor Rigby (1966), a Yesterday (1965) vagy a Let It Be (1970) rendszerint a könnyűzene történetének legjobbjai közé sorolják. Ő írta a Helter Skelter (1968) című dalt is, melyet sokan az első heavy metal-dalnak tartanak.
A Beatles 1970-es feloszlása után is sikeres művész maradt. Az 1970-es években Wings nevű zenekarával, majd később szólókarrierje során Nagy-Britanniában és az USA-ban 30 Top-10-es kislemeze jelent meg, többek között a Maybe I'm Amazed (1970), a Live and Let Die (1973), a Band on the Run (1973), a Silly Love Songs (1976), a Pipes of Peace (1983) és a Stevie Wonderrel közösen előadott Ebony and Ivory (1982).
Sokszor vetik a szemére – leginkább a brit sajtó – hogy régimódi. Ennek ellenére még ma is rengetegen kedvelik. A zenélés mellett gyakran fest (bár eddig még nem rendezett kiállítást), támogatja az állatvédő szervezeteket, a taposóaknák felszedésére irányuló kezdeményezéseket és lelkes híve a vegetarianizmusnak.

## Korai évek
James Paul McCartney a Liverpool északi részén található Walton kórházban született, ahol anyja, Mary Mohin McCartney nővérként dolgozott; egy évvel később testvére, Michael McCartney (szintén zenész, művészneve Mike McGear) ugyanitt született. Őt és öccsét római katolikusnak keresztelték, de nem nevelték vallásosan; szülei eltérő vallásúak voltak. Apja, Jim McCartney egy tánczenekar vezetője és autodidakta zongorista volt, aki már gyerekkorában támogatni kezdte Pault, hogy zenész legyen. Egy trombitát adott Paulnak, de fia később abbahagyta a trombitálást, mert a száján egy heg képződött, és különben sem tudott énekelni zenélés közben. Amikor a skiffle népszerűvé vált, Jim egy gitárt vett Paulnak, Mike-nak pedig egy bendzsót (Paul még trombitált, de sosem lett profi).
1956. október 31-én édesanyja mellrákban meghalt. Ez egy életre szóló hatást gyakorolt művészetére és egy különleges kötést hozott létre John Lennonnal való barátságában, akinek 1958. július 15-én halt meg az édesanyja. Mindketten a zenében találtak vigaszt.
Paul McCartney azt állítja, hogy apai és anyai ágon ír származású. Dédapja, James McCartney Írországban született (néhány ember szerint nagyapja, James McCartney II is). Anyai nagyapja, Owen Mohin 1880-ban, Ulster Monaghan megyéjének Tullynamalrow nevű városában született, és anyai nagyanyja, Mary Theresa Danher egy ír felmenőkkel rendelkező glasgow-i asszony volt. Ezek szerint Paul McCartney öt nyolcad részben ír származású.

## A Beatlesben játszott szerepe
McCartney először mint a Beatles basszusgitárosa, billentyűse, gitárosa, énekese és dalszerzője vált ismertté. Lennonnal 1957. július 6-án találkozott egy templomi rendezvényen, ahol Lennon The Quarrymen nevű zenekarával lépett fel. Hamar a zenekar gitárosa lett. Nem sokkal később csatlakozott iskolatársa, George Harrison harmadik gitárosnak, valamint Stuart Sutcliffe basszusgitárosnak és Pete Best dobosnak. 1960-ban Sutcliffe Beatlesnek nevezte át a zenekart. Ő Lennon legjobb barátja volt, és csak hosszas győzködés után vállalta el a basszusgitáros szerepét. 1960 novemberében azonban elhagyta a zenekart, és Hamburgban élt 1962-ben bekövetkezett haláláig; így McCartney lett a basszusgitáros.
Szoros munkakapcsolatot alakított ki Lennonnal és együttműködtek a dalok írásakor, annak ellenére, hogy nagyon ritkán írtak egyenrangú partnerekként dalokat. Valójában csak 27 számról mondható el, hogy tényleg ketten szerezték. Ilyenkor általában egyikük megírta a dal nagy részét és a másik befejezte, beledolgozta egy másik dalba vagy hasznos változtatásokat javasolt. Egy korai egyezség alapján, ha bármelyikük írt egy dalt, annak szerzőjeként Lennon-McCartney szerepel. Ezt Lennon találta ki, mert szerette a Leiber-Stoller szerzőpáros dalait. A Beatles első kislemezének, a "Love Me Do"-nak szerzőjeként még McCartney-Lennon szerepel.
McCartney egyik legjobb dala a sokszor feldolgozott "Yesterday". Azt állítja, hogy a dallam álmában jutott eszébe, és abban sem volt biztos, hogy tudat alatt nem lopta-e valahonnan. Az eredeti cím "Scrambled Eggs" (Rántotta) volt, a szövege: „Scrambled eggs / Oh my baby, how I love your legs”.
A Beatles első éveiben gyorsan fejlődött zenészként, énekesként és dalszerzőként is. Nagy hatással volt rá Buddy Holly és Little Richard; különösen nagy hatást gyakorolt rá Richard magas „wooo”-ja, például a "From Me To You" vagy a "Kansas City/Hey, Hey, Hey, Hey" című dalokban.
A balkezes McCartney talán kora legkreatívabb és legmeghatározóbb basszusgitárosává vált, aki kiemelte az elektromos basszusgitárt a hátsó sorból, az ismeretlenség homályából és vezető hangszerré tette, amivel számtalan zenészt inspirált. 1965-re mind nagyobb nyomást gyakorolt az EMI hangmérnökeire a jobb basszus hang érdekében, mivel nagyon csalódott volt amiatt a gyenge hangzás miatt, ami a Beatles korai felvételeit jellemezte. Játékát és zenéjét a zenekar legkreatívabb korszakában, 1965–67-ben nagyban befolyásolta Brian Wilson, az amerikai producer-zeneszerző munkája, aki a Beach Boys vezetőjeként azóta klasszikus albumukkal, a Pet Sounds-szal forradalmasította a felvételi technikát és az albumon hallható basszusjátéka a popzenében előzmények nélkülinek számított. Ennek eredményeképp McCartney egyre nagyobb figyelmet fordított a hangzásra és játékára, kihasználta az abbey road-i stúdió új, többsávos felvételek készítésére alkalmas pultjának lehetőségeit és újravette a bonyolultabb részeket, amikor a számok alapjai már készen voltak. Tény, hogy a Pet Sounds a Beach Boys válasza volt a Rubber Soulra és a Revolverre (ne feledjük, hogy a Beatles albumainak USA-beli kiadásain más volt a dalok sorrendje, mint a briteken).
A Beatles népszerűségének csúcsán Pault tartották a legjóképűbbnek a fiúk közül és ő keltette fel leginkább a női közönség érdeklődését. Furcsamód ő volt az utolsó, aki megnősült és az egyetlen, aki sosem vált el – egészen 2008-ig, amikor felbontotta a Heather Mills-szel való házasságát. A Jane Asher színésznővel való kapcsolatának vége felé megismerkedett egy amerikai fényképésszel, Linda Eastmannel. 1967 májusában találkoztak először Georgie Fame koncertjén a Bag O'Nails klubban. Másodszor 1967. június 1-jén, a Sgt. Pepper’s Lonely Hearts Club Band bemutató partiján, és kapcsolatuk a következő két évben egyre komolyabbra fordult. 1969. március 12-én esküdtek meg a marylebone-i anyakönyvvezető hivatalban, rövid polgári szertartás keretében. Paul örökbe fogadta Linda előző házasságából született lányát, a hétéves Heathert, majd további három gyermekük született: Mary (1969-ben, akit McCartney édesanyja után neveztek el), Stella (1971-ben) és James (1977-ben, Paul 1976-ban elhunyt édesapja után nevezték el). Boldog házasságban éltek egészen 1998-ig, amikor Linda mellrákban elhunyt. Állítólag házasságuk alatt sosem töltöttek egy hétnél hosszabb időt távol egymástól.
A Beatles vége felé Lennon érdeklődése erősen csökkent a zenekar iránt, miközben McCartney egyre sikeresebb popzenésszé vált, olyan dalokat írva ekkor, mint a "Hey Jude", "Let It Be" és a "The Long and Winding Road".
Közismert tény, hogy a zenekar késői munkáinak is ő volt a fő mozgatórugója. Amikor 1966 közepén befejezték a turnézást, Lennon és Harrison vidéki birtokaikra vonult vissza, távol Londontól, McCartney azonban a városban maradt. Először a városközpontban lakott, majd nagyobb rezidenciáján, St John’s Woodban, nem messze az Abbey Road Studiostól. Gyakran látták nagy kulturális eseményeken, mint amilyen az International Times alapító estélye volt a Roundhouse-ban 1966. október 15-én (itt álruhában jelent meg). Nagy érdeklődést tanúsított a képzőművészetek iránt, így szoros barátságba került a vezető műkereskedőkkel és galéria-tulajdonosokkal; felfedezte a kísérleti filmeket és rendszeresen járt moziba, színházi előadásokra és komolyzenei koncertekre. Több albuma jelent meg The Fireman (Tűzoltó) álnéven és kísérleti zenei albumokat is kiadott saját nevén (Liverpool Sound Collage).
Bár a zenekarból ő volt az utolsó, aki kipróbálta az LSD-t, ő volt az első brit popsztár, aki nyilvánosan bevallotta használatát. Ez a rövid bejelentés, amit egy 1967 nyarán megjelent újságcikk tartalmazott, világszerte címoldalra került. A híres 1967. június 19-i BBC televíziós interjúban ismét felvetődött a téma és McCartney nyíltan válaszolt:
„Egy újság megkérdezte és döntenem kellett, hogy hazudok, vagy elmondom az igazat. Úgy döntöttem, őszinte leszek… de igazán nem akartam erről beszélni, tudja, mert valójában senkinek sem kellett volna elmondanom. Nem próbáltam meg szétkürtölni a világban az ügyet. Az újságíró egy tömegeknek szóló médiumot képviselt. Megtartottam volna magamnak… ha ő is hallgat róla. De ő el akarta híresztelni, tehát az ő felelőssége, hogy ekkora hír lett belőle, nem az enyém.”
Érdekes módon ezen nyilatkozat és azon későbbi beismerés ellenére, hogy ebben az időszakban rendszeresen élt kokainnal, McCartney azon kevés szerencsés popsztár közé tartozott, akik ellen nem indult eljárás kábítószerrel való visszaélés miatt. Nem úgy, mint Lennon, Harrison és sok más barátjuk ellen, például a Rolling Stones vagy Donovan ellen.
Paul volt az első beatle, aki külső zenei projektre adta a fejét, mikor George Martin segítségével elkészítette az 1966-os The Family Way című film zenéjét, amelyért megkapta az Ivor Novello-díjat a legjobb instrumentális téma kategóriában. Ezen kívül számos művész sikeres lemezénél közreműködött zeneszerzőként vagy producerként, jó pár esetben álnéven.
Ő adta az ötletet a Beatles több kései munkájához, például a Sgt. Pepper's Lonely Hearts Club Bandhez, a Magical Mystery Tour című filmhez és albumhoz, valamint az Abbey Road második oldalán hallható egyveleghez.
1969-ben, annak ellenére, hogy a zenekar a szétesés jeleit mutatta, megpróbálta rávenni a többieket a színpadra való visszatérésére. Elindították Get Back projektet, mely utolsó filmjük és albumuk, a Let It Be formájában valósult meg. Ugyan McCartney abban reménykedett, hogy újra közel kerülhetnek egymáshoz, a film nyilvánvalóvá tette, hogy az együttes kreatív erőforrásai kimerültek és a civódás, a féltékenység és a Beatles-lét folyamatos nyomása a négy művészt visszafordíthatatlanul egymás ellen hangolta. Belső vitáiktól függetlenül a zenekar népszerűsége ismét nőni kezdett és a nyilvánosság érdeklődését csak fokozta az az 1969-es városi legenda, mely szerint McCartney meghalt és még 1966-ban titokban helyettesítették Billy Shearsszel. A rajongók azt gondolták, hogy Brian Epsteint is helyettesítették, de végül az egész összeesküvés elmélet hamisnak bizonyult. Ez a szóbeszéd még mindig népszerű téma a világhálón és nem kevesebb, mint öt könyvet írtak róla.
Bár Ringo Starr 1968-ban rövid időre elhagyta a zenekart, csakúgy, mint George Harrison is 1969-ben, Lennon volt az, aki úgy ment el 1969 augusztusának vége felé, hogy többé nem is tért vissza. A végén mégis Paul tett pontot az események végére, amikor 1970. április 10-én, egy héttel első szólóalbumának megjelenése előtt nyilvánosan bejelentette a Beatles feloszlását. Miután 1970. december 31-én pert indított a többiek ellen, a Beatles hivatalosan is feloszlott.
Eddigre Lennon és McCartney kapcsolata romokban hevert a több éves viták és rivalizálás nyomán, és csak nem sokkal Lennon halála előtt békültek ki valamennyire.

## Korai szólókarrier
Mikor a Beatles 1970-ben feloszlott, Paul azonnal elindította a szólókarrierjét a McCartney című albummal, amin ő játszott az összes hangszeren és ő énekelte az összes vokált, kivéve azokat, ahol felesége, Linda a segítségére volt. Míg az albumot sokan unalmasnak tartották (többek között Lennon is), rajta volt a nagyszerű "Maybe I’m Amazed", mely a mai napig elhangzik McCartney koncertjein. Egy másik jól sikerült számot, az "Every Night"-ot később Phoebe Snow előadása tette slágerré. Az album egyszerűsége az 1990-es évek lo-fi stílusára volt hatással. Sajnos egyidőben jelent meg a Let It Be-vel, újabb ellenségeskedést szítva a négy zenész között.
Ezeket követte 1971-ben az egyedülálló "Another Day"/"Oh Woman, Oh Why" kislemez sikere, amely nagyon hasonlított a Beatles egykori slágereire. Az ebben az évben megjelent Ram című albumot Paul és Linda közösen jegyezte, míg a háttérben főleg stúdiózenészek dolgoztak. Bár anyagilag mind a kislemez, mind az album sikeres volt, sokan felszínesnek tekintették ezeket. A hátsó borítón látható egy kép, melyen két bogár (beetle) párzik – ez talán McCartney előző zenekarával kapcsolatos érzéseit hivatott szimbolizálni. A nagylemezen volt néhány, nyilvánvalóan Lennonnak címzett sértés is, például a "Too Many People" című dalban, vagy a "Dear Friend" a következő, Wild Life című albumán (első albuma a Wingsszel), melyekre Lennon még abban az évben a híres "How Do You Sleep?" című dalában válaszolt.
McCartney ragaszkodott ahhoz, hogy feleségét bevonja zenéjébe – és a csapat későbbi turnéiba, hogy ne kelljen távol lenniük egymástól, amíg ő utazik – annak ellenére, hogy Linda ellenkezett, mert nem érezte magát elég tehetségesnek. Hallva Linda énekét sokan osztották ezen véleményét, de Paul döntése láthatóan, előre megfontolt szándékkal a Beatles különleges hírnevét vette célba és azon kijelentését igyekezett bizonyítani, hogy „ezt bárki meg tudja csinálni”. A tehetségét ért folyamatos támadások ellenére (mint például egy 1990-es években terjesztett kalózfelvétel, amelyen a koncerten hallható hamis énekét szándékosan felerősítették és az előtérbe keverték) Linda Paul együttesének fontos tagja lett és múzsaként funkcionált számára egész életében. (Sok tekintetben ugyanazt a szerepet töltötte be, mint Yoko Ono Lennon Beatles utáni zenei életében és a Wings, illetve a The Plastic Ono Band között is sok párhuzamot lehet felfedezni).

## A Wings
Bizonytalan indulás után és a sok személyi változás ellenére a Wings az 1970-es évek egyik legsikeresebb rockzenekara lett. Filmes csúcspontja az 1973-as James Bond-film betétdala, a "Live and Let Die", legsikeresebb albuma az 1973-as Band on the Run, anyagilag legsikeresebb turnéja az 1976-os világkörüli turné, legsikeresebb kislemeze pedig az 1977-es "Mull of Kintyre" volt.

## Újra szólóban: az 1980-as évek

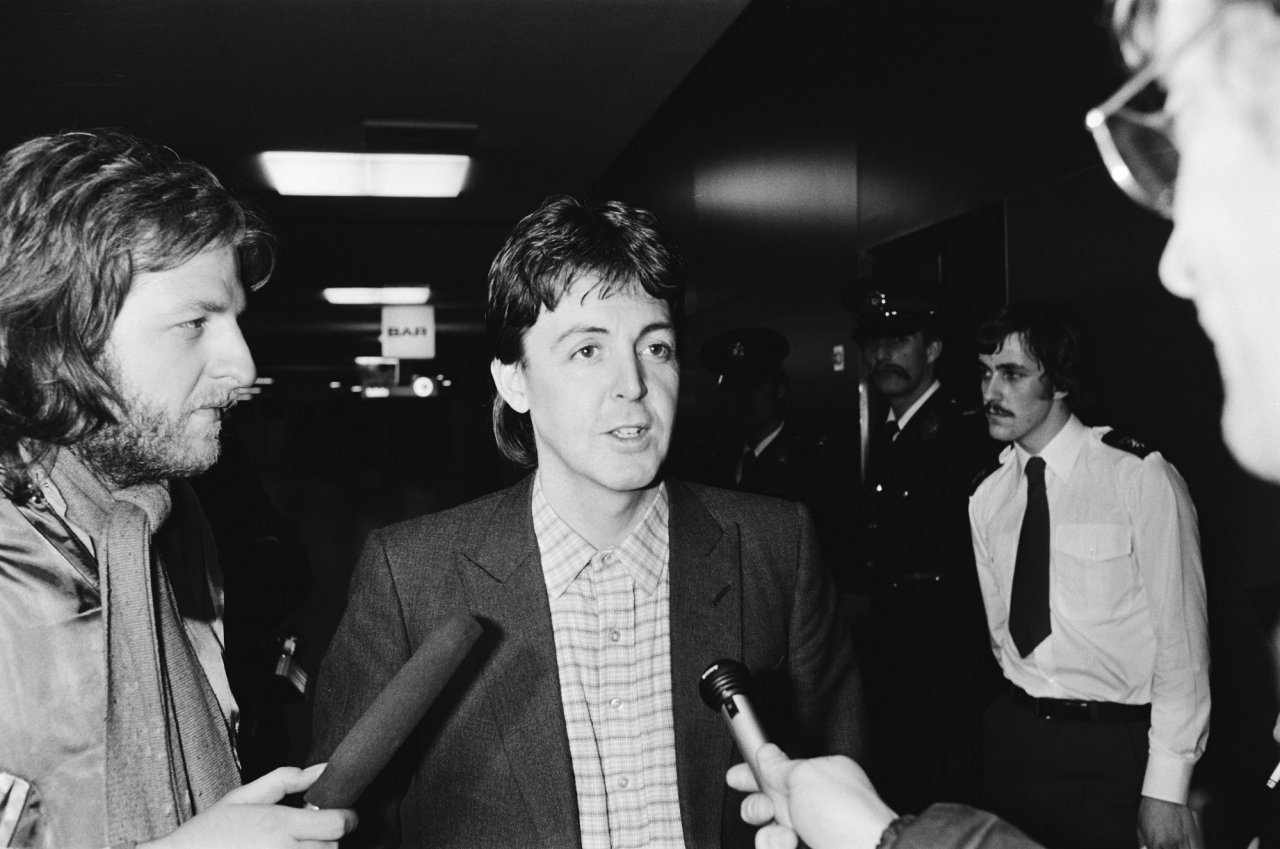
Paul a '80-as években

1980-ban a Wings feloszlott és McCartney a lapok címoldalára került, miután Japánban letartóztatták marihuána birtoklásáért és 9 napot börtönben töltött, mielőtt kiutasították az országból. A hírek szerint ekkor abbahagyta a drogokat, bár az 1960-as évek második felében és az 1970-es évek során nagy valószínűséggel folyamatosan használt marihuánát. Néhány éve azt mondta, hogy második felesége szigorúan megtiltotta neki bármiféle kábítószer használatát.
A John Lennon meggyilkolása okozta hatalmas sokk ellenére az 1980-as évek elején McCartney nagy sikereket ért el. "Coming Up" című dalának koncert változata első lett az USA-ban, McCartney II című albuma Nagy-Britanniában a listák élére került. A felvételeken – mint első szólóalbumán is – minden hangszeren ő játszott és nagyobb teret engedett a szintetizátoroknak, mint az akusztikus gitároknak. 1982-es Tug of War című albuma szintén sláger lett, majd ugyanebben az évben két duettet is énekelt: az "Ebony and Ivory"-t a soul legenda Stevie Wonder, illetve a "The Girl is Mine"-t a feltörekvő szupersztár Michael Jackson oldalán. Ezen az albumon szerepelt még a "Here Today", egy tisztelgés Lennon előtt. A másik rendkívül sikeres McCartney-Jackson duett, a "Say, Say, Say" McCartney 1983-as Pipes of Peace című albumán jelent meg. A címadó dal Nagy-Britanniában első lett. Ő írta és szerepelt is az 1984-es Give My Regards to Broad Street című filmben. Az azonos című albumon rajta volt a Nagy-Britanniában és az USA-ban egyaránt sikeres "No More Lonely Nights" című dal.
McCartney és Jackson barátsága rövid életű volt. Nem sokkal később ugyanis Jackson hatalmas összegért megvásárolta a Nothern Songs katalógust, amely többek között a Beatles dalok kiadói jogait is tartalmazta. McCartney azt mondta, nem akarja visszavásárolni a jogokat. 2005-ben a Contact Musicnak  adott interjúja szerint „Még mindig kapok egy kevés pénzt a dalokért. Néhány éven belül a legtöbb dal joga úgyis visszaszáll rám. Csak az zavar, hogy ha Amerikában turnézok, fizetnem kell azért, hogy eljátsszam a saját dalaimat.”
Az 1980-as évek közepén, mialatt gyermekkoráról készített házi videófelvételt, felfedezte, hogy régi iskolájának 1837-ben átadott épületét senki sem használja. Megvásárolta és felelevenítette azon álmát, hogy valamilyen módon segítségére legyen szülővárosának, Liverpoolnak. 1996 januárjában bejelentette a Liverpool Institute for Performing Art (Liverpooli Előadóművészeti Intézet) elindítását, saját védnöksége alatt. 1996. június 7-én II. Erzsébet brit királynő hivatalosan is átadta az épületet.
Az 1980-as évek végén McCartney zeneszerzői együttműködésbe kezdett Elvis Costellóval, melynek eredményeképp mindkettőjük albumain jelentek meg közös szerzemények. A legismertebbek ezek közül az 1989-es "Veronica" Costello Spike című albumáról, valamint McCartney egy viszonylag sikeres száma, a "My Brave Face" a Flowers in the Dirt című albumáról.
1989–1990-es világkörüli turnéjának dallistája első ízben tartalmazott jelentős számú Beatles szerzeményt. A turné óriási sikerrel zárult, mindenütt teljes stadionokat megtöltve. Erről tanúskodik a Tripping the Live Fantastic című album is. Costello rávette, hogy játsszon a híres hegedű alakú Höfner basszusgitáron, melyet a Beatles idején használt; a hangszert ezután már a felvételek mellett koncertjein használta.

## Az 1990-es évek
A kilencvenes években Paul számos más művészeti irányzattal is próbálkozott, amivel sikerült kivívnia a "munkamániás" kétes értékű titulusát. A Royal Liverpool Philharmonic Society számára oratóriumot írt. Ezt egy tízperces klasszikus zongoradarabbal fejelte meg, melynek bemutatójára a St. James's Palace-ben került sor. Az EMI – fennállása 100. évfordulójának méltó megünneplésére – zenekari mű megírására kérte fel, és a Lindával közösen tető alá hozott, Daumier's Law című animációs film zenéjét is ő szerezte. Írt és kiadott verseket, Linda fényképei alapján pedig elkészítette a legendás zenekarról szóló Grateful Dead: A Photofilm című animációs filmjét. Hat évet áldozott a Liverpool Institute of Performing Arts beindítására. A nagyszabású projektbe igen nagy elánnal vetette be magát, és se időt, se energiát nem kímélve sikerre vitte az elképzeléseit. Ezenkívül két világ körüli koncertkörutat és számos albumot is kipréselt magából.
1991. június 28-án, pénteken a liverpooli anglikán katedrálisban – ahol gyerekkorában nem sikerült a próbaéneklése, s így nem válogatták be a templom kórusába – a Royal Liverpool Philharmonic Orchestra bemutatta Paul "Liverpool Oratorio" című művét, mely egy nyolc tételből álló, mintegy száz percig tartó zenemű. A Royal Liverpool Philharmonic Society 150 éves fennállásának megünneplésére rendelt repertoárdarabot Paul három év megfeszített munkával, Carl Davis amerikai zeneszerző közreműködésével írta. Az Oratorio próbái és színpadra állítása felért egy monstre koncert előkészületeivel. Az előadást követően a nagyérdemű öt percen át felállva ünnepelte a művet és az előadókat. Tisztességben megőszült liverpooli üzletemberek a legjobb öltönyükben magukról megfeledkezve, az instabil összecsukható székeken ugráltak, így adva jelét kitörő lelkesedésüknek. A két előadásra egyenként 2300 jegyet kapkodtak szét pillanatok alatt, szinte még mielőtt a hivatalos árusításuk megkezdődött volna.
1993-ban, az Off the Ground című album megjelenése után kezdetét vette az azonos című világkörüli turné. A turné legjavából összeállított album, a Paul is Live borítója a Paul halott hisztériát parodizálta mind címével, mind borítójával: Paul a híres Abbey Road-i zebrán ment át egy olyan juhászkutyával, amilyen 1968-ban a "Martha My Dear" című dal írására ihlette. A McCartney házaspár köztudottan vegetáriánus és az állatok jogainak harcosa volt. Paul azt mondta, egyszer bárányokat láttak játszani, miközben ők bárányhúst ettek, és ezután döntötték el, hogy nem esznek több húst. 1991-ben Linda bevezette saját vegetáriánus ételeit a piacra. 1998-as halála után Paul megfogadta, hogy folytatja a termékek gyártását, és nem használ hozzájuk genetikailag módosított alapanyagokat.
1994-ben a Beatles három, még életben lévő tagja összefogott és 1995-ben megjelentette az Anthology 1 című albumot, melyen a Beatles dalainak az eredetileg megjelenttől eltérő feldolgozásai és koncertfelvételei kaptak helyet; a további két rész a következő évben jelent meg. Két új dalt is feltettek a válogatásra olyan befejezetlen felvételek alapján, amelyeket Lennon még a halála előtt készített. 1995 decemberében kis méretű, rosszindulatú csomót diagnosztizáltak Linda mellében. Eltávolították, és már a karácsonyt családi körben, otthon ünnepelhette. Kemoterápiás kezelésen esett át, és a következő két év kemény küzdelemmel telt. 1998-ban azonban kiderült, hogy a mellrákról áttét képződött, és a betegség a máját is megtámadta.
A sajtó számára kisebb meglepetést okozott, hogy Paul neve jelöltként szerepelt a lovagi rang várományosainak 1996. december 31-én nyilvánosságra hozott újévi listáján. Paul gondoskodott róla, hogy a hír kirobbanásakor vidéken tartózkodjon, mert tudta, hogy az újságok a címoldalon hozzák majd. A The Sun vezércikke szerint: "senki sem érdemelte meg nála jobban", a BBC rádióbemondója pedig kijelentette, hogy "ez minden idők legnépszerűbb jelöltjének a lovaggá ütése, rajta kívül senki sem szerzett még annyi örömet olyan sok millió embernek, mint ő". Voltak, akik úgy gondolták, hogy eladja magát, ha elfogadja, Paul azonban egyszerű, de csattanós magyarázatot adott: "Olyan ez, mint az iskolában a jó eredményért járó jutalom. Az ember nem tapos érte, de ha egy sikerültebb rajzért megjutalmaznak, azért teszik, mert ők is úgy gondolják, hogy a teljesítményed alapján megérdemled. Hát, így vagyok én most ezzel a lovagi kitüntetéssel. Kedves tőlük, hogy rám gondoltak, és otrombaság volna, ha nem fogadnám el."
1997. március 11-én ragyogóan sütött a nap, mikor Paul három legkisebb gyermeke kíséretében megjelent a Buckingham-palotában. Lovaggá ütését követően Paul azt mondta, hogy: "Ez életem legszebb napja. Liverpool egyik sorházából eddig a házig hosszú út vezet, és büszke vagyok rá, hogy ezen az úton sikerült végigmennem. Sohasem fogom a rajongóimat, akiknek mindezt köszönhetem, elfelejteni." Ugyanebben az évben megjelent Flaming Pie című albuma.
Amikor 1998. április 17-én a kora hajnali órákban Linda elhunyt, Paul és mind a négy gyermek az ágya körül állt. Paul utolsó szavaival tudtára adta, hogy: "Kedvenc lovadon, az Appaloosán ülsz. Ragyog a tavaszi nap. Most ügetünk át az erdőn. Nézd, kinyíltak a harangvirágok. Milyen tiszta, kék az ég!" Ahogy befejezte Paul a mondatot, Linda lehunyta a szemét, és csendben eltávozott.
Az 1990-es évek vége felé Paul és John Lennon özvegye, Yoko Ono között vita lángolt fel a Beatles-dalok szerzői jegyzése miatt. Paul meg szerette volna változtatni néhány szám hagyományos Lennon-McCartney jelölését „Paul McCartney and John Lennon”-ra. Yoko Ono ezt személyes sértésnek vette és úgy érezte, ez azon megállapodás felrúgását jelenti, amit a két szerző még Lennon életében kötött, mely alapján közös szerzeményként jegyzik a számokat. Mivel a zenekar másik két tagja is a régi megjelölés fenntartása mellett volt, Paul végül visszavonta igényét. 1999-ben megjelent Run Devil Run című albuma, mely jó kritikákat kapott. Ugyanebben az évben önálló előadóként is bekerült a Rock and Roll Hall of Fame csarnokába (a Beatles tagjaként már 1988-óta ott szerepelt.)
Paul-t tehetséges festőművésznek ismerik. 1999 áprilisában, a németországi Siegenben először tárta műveit a nyilvánosság elé. A kedvező fogadtatás nyomán számos brit galéria beszerezte festményeit. Lelkes híve az animációnak is, 2004-ben megjelent Tropic Island Hum című animációs filmje a saját zenéjével.

## A 2000-es évek

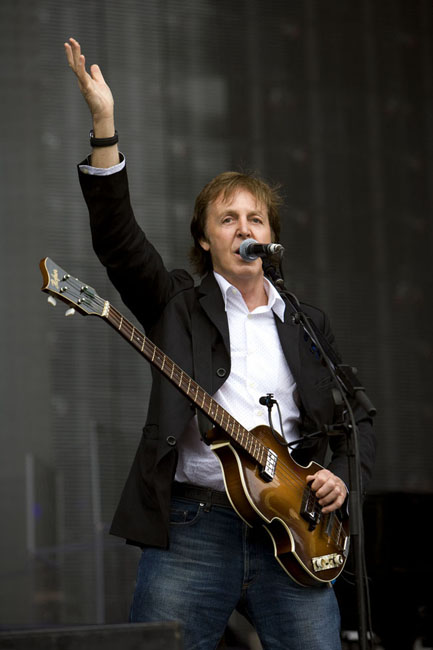
Paul McCartney 2000-ben

2001-ben Paul megjelentette a Wingspan: Hits and History című válogatásalbumot a Wingstől és a Wingspan: An Intimate Portrait című DVD-t, mely a zenekar történetét meséli el. Ugyanebben az évben úgy döntött, ideje kipróbálni valami új stílust és Blackbird Singing címen megjelentette első verseskötetét. Néhány ezek közül dalszöveg, de a művek nagy része kizárólag verses formában létezik. Felolvasásokat tartott Liverpoolban és New Yorkban, melyekhez komoly (a John Lennonról szóló Here Today) és humoros (Maxwell's Silver Hammer) darabokat egyaránt válogatott. Közreműködött a Good Rockin' Tonight: The Legacy of Sun Records című album felvételén, melyen megtalálható Elvis Presley "That's All Right Mama" című dalának feldolgozása Presley eredeti zenészeivel, Scotty Mooreral és D.J. Fontanával. Paul kulcsszerepet vállalt a 2001. október 20-án megrendezett The Concert for New York City nevű segélykoncert megrendezésében, a 2001. szeptember 11-i terrortámadás után. A koncertet a Madison Square Gardenben tartották és a fellépők között volt a The Who, a Backstreet Boys, Mick Jagger és Keith Richards, David Bowie, Billy Joel, a Destiny’s Child, Eric Clapton, Adam Sandler, Bon Jovi, Elton John és James Taylor. McCartney lépett fel legutoljára, és itt játszotta először "Freedom" című dalát. Novemberben jelent meg Driving Rain című albuma.
2002 júniusában Paul feleségül vette Heather Millst, aki korábban modell volt, és aki szintén a taposóaknák ellen kampányol. A ceremóniát az írországi Glasloughban tartották, a Leslie-kastélyban. Együtt tiltakoztak a taposóaknák ellen és Paul hatalmas összegeket adományozott az aknák felszedésére. Ebben az évben újabb amerikai turnéra indult. Sokat dicsérték zenekarát és változatos műsorát, melynek közönségében több generáció képviseltette magát. Az évben ez lett a legjövedelmezőbb amerikai turné a maga több mint 126 millió dolláros bevételével.
2003. október 28-án megszületett Paul és Heather első és egyetlen közös gyermeke, Beatrice Milly.
2005 szeptemberében jelent meg Chaos and Creation in the Backyard c. albuma – melyet érdekes módon nem az előző albumon és turnén bevált, főleg fiatalokból álló kísérőzenekarral, hanem elsősorban egyedül játszott fel – méltán ért el kritikai és közönségsikert.
Mindenki megdöbbent, amikor négy év házasság után, 2006 májusában kiderült: Paul el akar válni Heather Millstől. Addigra már hetek óta külön éltek. Több mint két év válóperes csatározás után végül 2008 márciusában lett vége a bírósági tárgyalásoknak és váltak el. Heather azzal vádolta meg Pault, hogy szabotálta karrierjét, és rossz anyának nevezte, amiért szeretett volna újra modellként dolgozni. Paul ezzel szemben azt mondta Bennett bírónak: soha nem állította, hogy a felesége rossz anya. Sőt, mindig kifejezésre juttatta, hogy jó anyának tartja. A bíró azt mondta: „Úgy találtam, hogy a férj távol állt attól, hogy irányítsa és ellenőrizze felesége karrierjét és jószolgálati tevékenységét. Azok alapján, amit elmondott, úgy vélem, éppen az ellenkezőjét tette. Támogatta és bátorította a feleségét, az üzleti vállalkozásaihoz és jószolgálati tevékenységéhez a nevét és az elismertségét is adta. Mills még azt állította, hogy férje fizikailag és lelkileg is terrorizálta házasságuk évei alatt. Paul tagadta a vádakat, sőt, azt mondta, hogy házasságuk évei alatt kiderült, hogy felesége egyszerűen képtelen igazat mondani. Mills 125 millió angol fontot követelt Paul-tól, de a bíróság csak 24,3 milliót ítélt neki.
2007 júniusában kiadott Memory Almost Full c. nagylemezével visszatért a populáris és a Wings-es hangzáshoz. Továbbá egy 3 DVD-ből álló videoantológiát is kiadott The McCartney Years címmel.
2009-ben, négy év szünet után, újra turnézni kezdett. Szeptember 9-én jelent meg a The Beatles: Rock Band videójáték, melynek készítésében Paul is közreműködött.

## A 2010-es évek
2011-ben Paul feleségül vette a nála 18 évvel fiatalabb Nancy Shevellt, a londoni Westminster kerület tanácsi házasságkötő termében, ugyanott, ahol először nősült. Az esküvőt John Lennon születésnapján (október 9-én) tartották.
2012 februárjában kiadta Kisses on the Bottom című nagylemezét, melyben olyan számokat ad elő, amiket még az édesapja generációja hallgatott. A lemezen található 14 dalból, mindössze csak két saját szerzeménye van, az egyik a My Valentine, a másik pedig az Only Our Hearts, mely méltóképpen zárja le ezt a klasszikus hangulatú albumot. Még ebben az évben csillagot kapott a Hollywood Walk of Fame-en, fellépett II. Erzsébet brit királynő gyémántjubileumi ünnepségén, valamint az olimpia nyitógáláján.
2013-ban új turnét indított Out There! névvel, melynek setlistje Paul egész karrierjét átölelte, így hallhattunk dalokat a Beatles- és a Wings-korszakból, de felcsendültek szólómunkásságának legkiemelkedőbb dalai is. A turné májusban indult és több olyan állomást is tartalmazott, ahol Paul korábban sohasem járt. Október 14-én jelent meg New című nagylemeze, melyen 12 dal kapott helyet, köztük a népszerű Queenie Eye. Az albumon négy fiatal producert vett maga mellé, közülük Giles Martin a legendás George Martin fia. A Queenie Eye című dal videóklipjében Johnny Depp mellett, Alice Eve, Chris Pine, Kate Moss, Jeremy Irons és Jude Law is feltűnik.
2014 januárjában Paul és Ringo ismét együtt jelentek meg, a sztárokkal tűzdelt „The Night That Changed America: A Grammys Salute to The Beatles” – elnevezésű rendezvényen, amit az együttes New York-i bemutatkozásának 50. évfordulója alkalmából rendeztek. Majd a január 26-i Grammy-díjkiosztó gálán, Paul és Ringo újra közösen zenéltek, melyen Pault többek között a legjobb rockzene és a legjobb koncertfilm kategóriában jelölték a Grammy-díjra. Paul kulcsszerepet játszott a "Destiny" című videójáték utolsó dalának (Hope For The Future) megalkotásában. 2014. december 8-án jelent meg a Hope For The Future hivatalos klipje.
2015 elején Paul közreműködött Kanye West Only One című számában, illetve együtt dolgozott Rihannával is Four Five Seconds című dalának felvételén.
2016-ban az egész világra kiterjedő lemezszerződést írt alá az amerikai Capitol Records-szal. A hírt a cég elnöke, Steve Barnett jelentette be Los Angelesben. A szerződés kiterjed Paul teljes Beatles utáni munkásságára, kezdve 1970-ben megjelent első szólóalbumától a Wings együttessel alkotott anyagokon át a számos szólóban, illetve projektekben készített lemezek kiadására. "Rendkívül izgalmas dolog ez számomra, hiszen a Capitol nem csak az első amerikai kiadóm volt a Beatles idején, de a legelső lemezt, amelyet életemben vásároltam, Gene Vincent Be-Bop-a-Luláját szintén a Capitol jelentette meg." – hangsúlyozta.
2017 márciusának végén, négy évvel New című nagylemezének megjelenése után, egy rádióinterjúban fedte fel, hogy új albumon dolgozik. Az Egypt Station c. nagylemeze 2018 szeptemberében jelent meg.

## A 2020-as évek
2020. október 21-én fedte fel, hogy december 18-án jelenik meg 18. stúdiólemeze a McCartney III, ami negyven év elteltével követi elődjeit. McCartney (1970), McCartney II (1980).
2021 novemberében, dalai felhasználásával és egy Pulitzer-díjas költő segítségével írta és jelentette meg " The Lyrics: 1956 to the Present" című kötetét. 154 dalon keresztül követi végig életét tinédzserkorától és John Lennonnal való együttműködésének kezdetétől szóló karrierjéig. „Számtalanszor kérdezték tőlem, hogy fogok-e önéletrajzot írni, de soha nem volt megfelelő az idő erre” – idézte a zenészt az MTI. „Egy dolog volt, amire mindig módot találtam akár otthon, akár úton voltam, az pedig a dalszerzés. Tudom, hogy egyes emberek, ha elérnek egy bizonyos kort, szeretik elővenni naplójukat, felidézni a múlt mindennapjainak az eseményeit, de nekem nincsenek ilyen feljegyzéseim. Nekem csak a dalaim vannak, amelyek ugyanezt a célt szolgálják. Ezek a dalok átívelik egész életemet” – tette hozzá.

## Álnevek
Bernard Webb, Percy 'Thrills' Thrillington, Apollo C. Vermouth.

## Diszkográfia
Bővebben a Paul McCartney-diszkográfia lapon tekinthető meg.

## Művei magyarul
- Lennon–McCartney: Yesterday. Beatles dalszövegek angolul és magyarul; összegyűjt., vál., sajtó alá rend., ford. Márton András; Maecenas, Budapest, 1990 ISBN 963-7425-32-2
- Paul McCartney–Geoff Dunbar–Philip Ardagh: A felhők fölött; ford. Révbíró Tamás; Móra, Budapest, 2006

## Kitüntetések, rekordok
- A Guinness Rekordok Könyvében több helyen is szerepel.
  - A "Yesterday" a legtöbbet feldolgozott dal, több mint 3000 különböző változata létezik.
  - Ő a legsikeresebb könnyűzenei szerző és előadó 100 millió eladott kislemezzel és 60 aranylemezzel.
  - 1979-ben a Guinness egy különleges ródiumlemezzel jutalmazta meg munkásságáért.
  - Az 1990 áprilisában, a Rio de Janeiró-i Maracanã Stadionban adott koncertjét megtekintő 184 000 ember volt eddig a legtöbb ember, aki valaha koncerten megjelent.
  - A leggyorsabb jegyeladásokra 1993-ban került sor az ausztráliai Sydneyben, ahol a két előadásra rendelkezésre álló 20 000 férőhely 8 perc alatt talált gazdára.
  - Az ő nevéhez fűződik a világ leghamarabb megjelent kislemeze: 2005. július 2-án, a londoni Live 8-en a U2-val adta elő a "Sgt. Pepper’s Lonely Hearts Club Band" című dalt, mely az előadás után 45 perccel jelent meg (néhány órával később a Billboard listáján a 6. volt).
- Az egyetlen előadó, aki az Egyesült Királyság zenei toplistáin vezető helyet tudott szerezni szólóban ("Pipes of Peace"), duettben ("Ebony and Ivory" Stevie Wonderrel), trióban ("Mull of Kintyre" a Wingsszel), kvartettben ("She Loves You" és több más dal a Beatlestől), kvintettben ("Get Back": a Beatles Billy Prestonnal) és szextettben ("Let It Be" a Ferry Aiddel). Ezen kívül tagja volt a Band Aid elnevezésű segélyakciónak is, amelynek keretében előadott "Do They Know It’s Christmas?" szintén listavezető volt.
- A "Yesterday" a világ legnépszerűbb dala, csak az Egyesült Államok rádióállomásai több mint hatmillió alkalommal játszották eddig.
- A Sussexi Egyetem tiszteletbeli doktora, zenében.
- Az első rockzenész, aki megkapta Chile lovagi érdemrendjét a „zenéért, a békéért és az emberek egyetértéséért végzett szolgálataiért”.
- Amellett, hogy a Beatlesben, a Wingsben és szólóénekesként is dolgozott, 50 Top 10-es sláger szerzője vagy társszerzője is volt. Ha ehhez hozzáadjuk a Beatles 49 U.S. TOP 40-es slágerjét, akkor a statisztikák szerint Elvis Presley után a második legsikeresebb popzenei szerző.
- A svéd Polar Music díj (zenei Nobel-díj) első díjazottja.
- 1998-ban a PETA (egy az állati jogokért harcoló szervezet) Életműdíjat adományozott neki.
- A világ leggazdagabb rockzenésze. 2004-ben a vagyona 762 millió fontra rúgott.
- Az egyetlen Beatles-tag, aki elvégezte a középiskolát (művészeti szakközépiskola).
- A New York-i rendőrség tiszteletbeli nyomozója.
- A Beatles egyetlen olyan tagja, akit saját jogon neveztek Oscar-díjra.
- 1999-ben beiktatták a Rock and Roll Hall of Fame-be.
- Sok híres zenészhez, például Jimi Hendrixhez, Ringo Starrhoz vagy Mozarthoz hasonlóan McCartney is balkezes.